# Kate Wolf
Pour les articles homonymes, voir Wolf.
Kate Wolf (née Kathryn Louise Allen à San Francisco le 27 janvier 1942 et morte dans la même ville le 10 décembre 1986) est une chanteuse américaine de musique folk.

## Biographie
Bien que sa carrière et sa vie soit relativement courte, Kate Wolf a eu un impact important sur la scène de la musique folk, et de nombreux musiciens continuent à chanter ses chansons. Ses compositions les plus connues sont Here in California, Love Still Remains, Across the Great Divide, Unfinished Life, and Give Yourself to Love.
Née à San Francisco, elle a commencé sa carrière musicale au sein du groupe Wildwood Flower avant d'enregistrer dix disques en tant qu'artiste solo. Ses chansons ont depuis été enregistrées par des artistes tels que Nanci Griffith et Emmylou Harris (dont l'enregistrement de Love Still Remains a été nommé pour un Grammy Award en 1999). Un important mentor, ami et compagnon de tournée était Utah Phillips.
Kate Wolf meurt en 1986, à l'âge de 44 ans, après une longue lutte contre la leucémie,. Elle repose à Goodyears Bar, en Californie.

## Discographie
- Back Roads (1976) (sous le nom de « Kate Wolf and the Wildwood Flower »)
- Lines on the Paper (1977)
- Safe at Anchor (1979)
- Close to You (1980)
- Give Yourself to Love (1982)
- Poet's Heart (1985)
- Gold in California – A Retrospective of Recordings (1986)
- The Wind Blows Wild (1988)
- An Evening in Austin (1988)
- Looking Back at You (1994)
- Carry It On (1996)
- Weaver of Visions – The Kate Wolf Anthology (2000)

## Festival Kate Wolf
La musique de Kate Wolf est célébrée chaque année vers la fin du mois de juin au Festival de musique Kate Wolf Memorial, qui se déroule à Black Oak Ranch à Laytonville, en Californie. Plusieurs milliers d'invités assistent à ce festival en plein air, qui est régulièrement marqué par des musiciens tels que Nina Gerber et Greg Brown. Le festival s'achève traditionnellement avec la chanson Give Yourself to Love.

## Hommages
Le chanteur et compositeur australien Eric Bogle a écrit Katie and the Dreamtime Land, une de ses chansons les plus populaires, en hommage à Kate Wolf.
Greg Brown a écrit et interprété Kate's Guitar, qui est disponible sur son album de 2004, In the Hills of California, enregistrement en live au Kate Wolf Memorial Music Festival.
Le chanteur de Gaelic Americana, Kyle Carey, a chanté la chanson de Kate Across the Great Divide, qui est sur son album North Star de 2014.

## Treasures Left Behind
En 1998, un album d'hommage intitulé Treasures Left Behind : Remembering Kate Wolf, a été publié par Red House Records. L'album contient des chansons de Kate Wolf interprétées par divers artistes, et le livret contient des hommages et des souvenirs d'elle.